# Popstar (album Instasamka)
Popstar è l'ottavo album in studio della rapper russa Instasamka, pubblicato il 16 dicembre 2022 dalla NaMneCash.

## Promozione

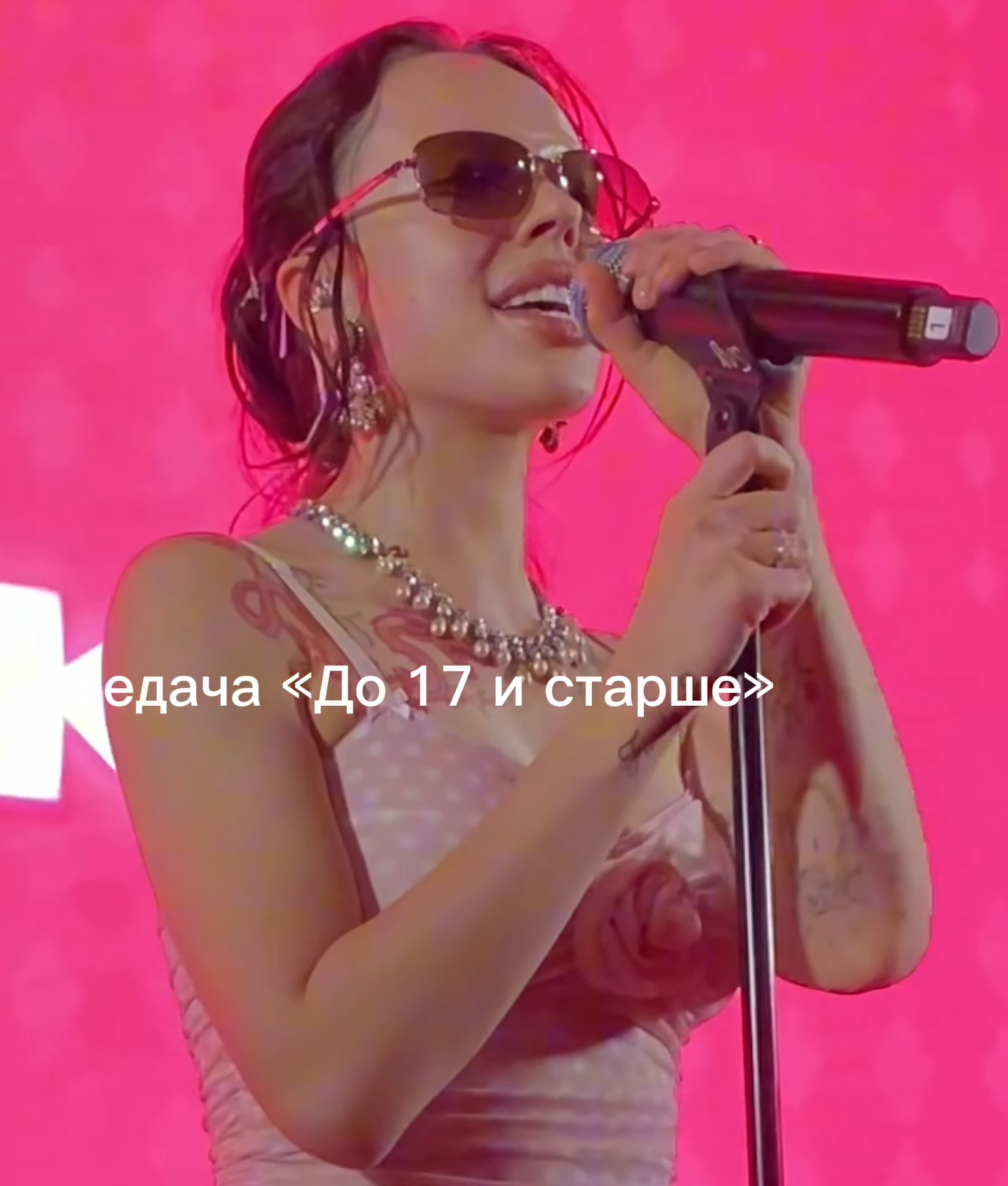
Instasamka mentre si esibisce sulle note di Za den'gi da nel giugno 2024

L'LP è stato anticipato dagli estratti Popstar, Volosy nazad e Za den'gi da; due dei quali sono stati supportati dal relativo video musicale e hanno fatto l'entrata nella Singlų Top 100 lituana. Anche la traccia Kak Mommy ha trovato un particolar successo in Lituania, dove ha raggiunto la 12ª posizione.
Una tournée primaverile da svolgersi esclusivamente in Russia, inizialmente annunciata e prevista per il 2023, ha subito un rinvio di un anno a seguito della cancellazione di alcuni concerti in città come Volgograd e Soči come protesta da parte delle autorità regionali che sostengono che l'artista «abbia violato l'articolo 228.1 contenuto nel codice penale della Federazione Russa». Discorso analogo in Lettonia, dove un concerto dell'artista a Riga ha subito la cancellazione nel mese di aprile dopo che il ministro degli esteri Edgars Rinkēvičs ha inserito Zoteeva nella lista nera del Paese baltico, vietandone l'ingresso in territorio lettone per un tempo indeterminato poiché «avrebbe sostenuto finanziariamente l'esercito russo» durante l'invasione russa dell'Ucraina.

## Tracce
Testi e musiche di Oleg Eropkin.
1. Ėtot ogon' – 2:10
2. Čto ty chočeš' – 2:14
3. Volčok (feat. MoneyKen) – 2:20
4. Za den'gi da – 1:59
5. Sto raz – 2:11
6. Tri slova – 2:31
7. Popstar – 2:18
8. Ėi prosnis' – 2:24
9. Kak Mommy – 2:09
10. Volosy nazad – 2:31
11. World Star – 2:38

Tracce bonus nell'edizione deluxe
1. Intro – 0:11
2. Ėtot ogon' (Kommentarij) – 0:09
3. Čto ty chočeš' (Kommentarij) – 0:11
4. Volčok (Kommentarij) – 0:09
5. Za den'gi da (Kommentarij) – 0:10
6. Sto raz (Kommentarij) – 0:17
7. Tri slova (Kommentarij) – 0:04
8. Popstar (Kommentarij) – 0:04
9. Ėi prosnis' (Kommentarij) – 0:18
10. Kak Mommy (Kommentarij) – 0:11
11. Volosy nazad (Kommentarij) – 0:06
12. World Star (Kommentarij) – 0:07

## Formazione
- Instasamka – voce
- RealMoneyKen – produzione

## Classifiche
| Classifica (2023) | Posizione massima |
| ----------------- | ----------------- |
| Lettonia          | 1                 |
| Lituania          | 5                 |